# ناحیه مرکزی رودخانه
ناحیه مرکزی رودخانه (به لاتین: Central River Division) یک منطقهٔ مسکونی در گامبیا است که در گامبیا واقع شده‌است. ناحیه مرکزی رودخانه ۲٬۸۹۴٫۳ کیلومتر مربع مساحت و ۲۲۶٬۰۱۸ نفر جمعیت دارد.